# Sandra Church
Sandra Church (nacida el 13 de enero de 1937) es una actriz y cantante estadounidense. Es conocida sobre todo por su interpretación de la Gypsy Rose Lee original en Gypsy (1959), por la que fue nominada al premio Tony a la mejor actriz de reparto en un musical. También actuó junto a Marlon Brando en The Ugly American (1963).

## Primeros años
Church nació y creció en San Francisco, California. Su padre murió cuando ella tenía dos años en un accidente de coche. Su madre, enfermera titulada con ambiciones teatrales, la trasladó a los cinco años a Hollywood para que se dedicara a la interpretación. Estudió en el Immaculate Heart High School.[cita requerida]
La sacaron del instituto para participar en una audición para el papel protagonista de Picnic, que dio el pistoletazo de salida a su carrera como actriz.[cita requerida]

## Carrera

### Teatro
De 1953 a 1959, Church interpretó varios papeles de ingenua en obras de teatro. En 1953, Church debutó en Broadway con el papel de Madge Owens, en sustitución de Janice Rule, en Picnic con Ralph Meeker, de William Inge. Su siguiente actuación fue el papel de Sonya en Tío Vania (1956), una producción off-broadway con Franchot Tone y Signe Hasso, seguida de un papel como Betsy Dean en la obra de Ronald Alexander Holiday for Lovers (1957). Church interpretó a Helen White en Winesburg, Ohio, de Sherwood Anderson, junto a Dorothy McGuire y James Whitmore.[cita requerida]
Su gran actuación se produjo en 1959 como la Gypsy Rose Lee original en Gypsy (1959), por la que fue nominada al premio Tony a la mejor actriz de reparto en un musical. En su autobiografía, el dramaturgo Arthur Laurents afirma: "La elección se redujo a Suzanne Pleshette y Sandra Church. Suzanne era mejor actriz, pero Sandra era mejor cantante." En Gypsy, Church interpretó el popular tema "Let Me Entertain You."
Después de Gypsy, Church actuó en 1960 en la obra de Broadway Under the Yum Yum Tree, dirigida por Joseph Anthony.

### Películas y televisión
La primera aparición en pantalla de Church fue en Producers' Showcase, seguida del papel de Jeannie en The Mugger (1958). Posteriormente actuó como estrella invitada en la serie de televisión Look Up And Live (1959), así como en The DuPont Show of the Month en 1960. Tres años más tarde, interpretó a Marion MacWhite en la adaptación cinematográfica de la novela de Eugene Burdick y William Lederer, The Ugly American (1963). También en 1963, apareció en televisión en The Eleventh Hour y Kraft Suspense Theatre.

## Vida personal
En octubre de 1961 se difundió la noticia de que Church y el compositor gitano Jule Styne se casarían, aunque no era cierto. En noviembre de 1964 se casó con el productor de obras de Broadway Norman Twain en Bridgetown, Barbados, en casa del escenógrafo Oliver Messel. La pareja se divorció en 1975. Posteriormente se casó con Albert H. Clayburgh hasta su fallecimiento en 1997.[cita requerida]
La tía abuela de Church era la educadora Mary Florence Denton, profesora durante muchos años de la Universidad Dōshisha de Kioto.

## Discografía
| Año  | Título                                                    | Discográfica     |
| ---- | --------------------------------------------------------- | ---------------- |
| 1959 | Gypsy: A Musical Fable (Original Broadway Cast Recording) | Columbia Records |
| 1959 | Let Me Entertain You                                      | Columbia Records |
| 2011 | Gypsy Meets Gypsy                                         | Sepia Records    |